# Mircea Babeș
A nu se confunda cu diplomatul Mircea Babeș.
Mircea Babeș (n. 13 decembrie 1941, București - d. 26 aprilie 2023) a fost un arheolog și istoric român, redactor șef al revistei Studii și Cercetări de Istorie Veche și Arheologie (SCIVA) în anii 1995-2009, profesor de arheologie la Universitatea din București (1997-2007).

## Biografie
Absolvent al Liceului „Dimitrie Cantemir” din București, a urmat studiile la Facultatea de Istorie a Universității din București (1959-1964). A câștigat o bursă Humboldt, cu ajutorul căreia a studiat sub conducerea profesorului Rolf Hachmann în anii 1971-1972 la Saarbrücken. Discipol fidel al lui Ion Nestor, a început să scrie teza de doctor cu tema Moldova centrală și de nord în sec. II–I î. e. n. sub conducerea acestuia, însă din cauza morții mentorului său în 1974, a fost călăuzit la final de Dumitru Berciu, un alt arheolog notoriu.

## Activitatea științifică
Mircea Babeș a condus săpăturile de la Fântânele, necropola getică (1965), Romula, necropola din nordul orașului (1965-1970), Ghelăiești „Dealul Nedeea” (1968-1969), Boroșești „La Picior” (1968-1978), Enisala (1968-1969), Cârlomănești „Cetățuia” (1967, 1972-1981, 2000-2010), Poienești „Dealul Teilor-Măgura” (1979-1985, 1987-1992, 1994-2000), Zimnicea „Cetate” (2000-2004) și Zimnicea „Câmpul Morților” (2007-2009).

### Săpăturile de la Fântânele
A avut un început de carieră marcant, împreună cu arheologul Corneliu Mateescu, dezvelind la Fântânele (1965) mormântul tumular al unui luptător, cu cameră funerară realizată din trunchiuri de stejar și plafon de lemn. Podeaua acesteia era lutuită, iar suprafața ei prezenta urme ale unei picturi formate din triunghiuri albe și roșii. Camera sepulcrală mai conținea 7 vârfuri de lance, mărgele de argilă și sticlă, fragmentul unui vas de bronz grecesc (toarta căruia a fost decorată antropomorf) și o amforă thasiană, depuse ca ofrande. Tot acolo, pe lângă tumulul menționat s-au mai cercetat două morminte plane, ale căror rămășițe cinerare au fost depuse în urne ceramice decorate pe umăr cu palmete și rozete imprimate, asemănător renumitului pithos cu rozete și călăreți de la Zimnicea. În baza materialului descoperit, sepulturile datează din sec. IV a. Chr.

### Săpăturile de la Poienești
Mircea Babeș s-a impus pe arena științifică în special datorită studiilor sale asupra bastarnilor (cultura Poienești-Lucășeuca), cercetările sale de la Poienești „Dealul Teilor-Măgura” ocupând un loc central în această direcție. Situl a devenit renumit din perioada timpurie a arheologiei științifice românești, inițial acolo efectuând săpături Constantin Cihodaru (1931, 1936) și Radu Vulpe (1949). Cel din urmă a documentat în locul respectiv prima necropolă bastarnă cunoscută la vest de Prut, ceea ce i-a permis să definească cultura cunoscută ulterior cu denumirea de Poienești-Lucășeuca. După un hiatus de 30 de ani, cercetările arheologice au revenit la „Dealul Teilor-Măgura” sub direcția lui Mircea Babeș, care a organizat acolo o serie lungă de campanii în anii 1979-1985, 1987-1992 și 1994-2000. Rezultatele acestor investigații au fost publicate selectiv în volumul dedicat studiilor de doctorat ale arheologului, Die Poienești-Lukaševka-Kultur (Bonn, 1993). În el, autorul ajunge la concluzia că elementele culturii Poienești-Lucășeuca diferă de cele ale culturilor pomeraniană, Jastorf și Przeworsk, ceea ce ar pleda pentru o influență autohtonă în dezvoltarea acesteia, în contrast cu opinia lui Radu Vulpe, adeptul transferului in corpore a culturii materiale din regiunea Germaniei estice și a Poloniei actuale, dislocându-i sau anihilându-i, astfel, pe autohtoni, purtătorii culturii getice.
Poienești „Dealul Teilor-Măgura” reprezintă un sit arheologic de o complexitate majoră, în el suprapunându-se vestigii din mai multe perioade, inclusiv cinci așezări (culturile Cucuteni A, Monteoru, Noua, Poienești-Vârteșcoiu și Sântana de Mureș-Cerneahov) și patru necropole (culturile getică timpurie, Poienești-Lucășeuca, Poienești-Vârteșcoiu și din sec. XVI-XVII ale evului mediu românesc). Din cauza aceasta nu toate materialele arheologice descoperite au ajuns să fie publicate până în prezent. Sub conducerea lui Mircea Babeș s-a excavat pe sit o suprafață de 8551 m². Astfel, s-au cercetat exhaustiv necropola getică, bastarnă și cea carpică (Poienești-Vârteșcoiu), în condițiile în care cercetările nu pot avansa pe terenurile agricole și în intravilanul satului. Necropola getică a fost publicată selectiv, iar unul dintre rezultatele remarcabile a fost redeschiderea în 1988 a săpăturii lui Radu Vulpe asupra mormântului „cu cuptor”. Până atunci exista o controversă, potrivit căreia acesta, împreună cu mormântul Z49C7M6 de la Zimnicea „Câmpul Morților” reprezintă înmormântări în instalații pentru incinerarea defuncților (crematoriu sau „cuptor”). Redeschiderea săpăturii respective l-a condus pe Mircea Babeș către o altă concluzie, că structura în care a fost depus defunctul nu este nimic altceva decât o cameră funerară cu eșafodaj de lemn, similară celor documentate la Dănceni și Pârjolteni, care a fost în final incendiată.

### Practici funerare getice
Una dintre caracteristicile de bază ale culturii getice este biritualismul funerar, lucru evidențiat de primii arheologi care au tratat acest subiect în detaliu. Inițial s-a constatat că ritul incinerației predomina covârșitor asupra inhumației, un argument în favoarea unei culturi arheologice coezive, însă descoperirile din ultimele decenii, inclusiv vasta necropolă de la Stelnica „Grădiștea Mare”, unde inhumațiile reprezintă aproximativ jumătate din morminte, a dat peste cap această imagine. Mircea Babeș, pe lângă alții, a încercat rezolvarea problemei, lansând ipoteza păstrării unor obiceiuri funerare în faza de tranziție a comunităților de la un rit (inhumație) la altul (incinerație). A folosit atât rezultatele cercetărilor arheologice efectuate de alții în tot spațiul carpato-danubian (Dănceni, Stelnica „Grădiștea Mare”, Onești „Cartierul Slobozia” ș.a.), cât și observațiile făcute asupra propriilor săpături de la Poienești „Dealul Teilor-Măgura” și Boroșești „La Picior”. Printre dovezile care sugerează aplicarea asupra incinerațiilor a unor practici asociate de regulă cu înhumarea defuncților se numără depunerea resturilor cinerare (în urnă sau fără) în gropi dreptunghiulare/alungite sau răvășirea mormintelor de inhumație. Toată problema și discuțiile din jurul ei au fost publicate într-un studiu amplu.

## Lista selectivă a publicațiilor
Autor monografii
- Babeș, Mircea. Das Gräberfeld von Les Jogasses. Saarbrücker Beiträge zur Altertumskunde 13 Bonn: Rudolf Habelt Verlag, 1974. 74 p.
- Babeș, Mircea. Die Poienești-Lukaševka-Kultur. Ein Beitrag zur Kulturgeschichte im Raum östlich der Karpaten in den letzten Jahrhunderten vor Christi Gebur. Saarbrücker Beiträge zur Altertumskunde 30. Bonn: R. Habelt, 1993. 248 p. ISBN 3-7749-1853-8

Coautor monografii
- Lazarovici, Cornelia-Magda, Babeș, Mircea. Poienești – așezări preistorice. Bibliotheca Archaeologica Moldaviae XXII. Suceava: Editura Karl A. Romstorfer, 2015. 270 p. ISBN 978-606-8698-07-6.
- Babeș, Mircea, Bondoc, Dorel, Nicolae, Cătălin. Necropola plană birituală de la nordul orașului Romula. Craiova: Antheo, 2020. 357 p. ISBN 	978-606-8880-21-1
- Babeș, Mircea, Iarmulschi, Vasile. Așezarea și necropola de tip Poienești-Lucașeuca de la Borosești. Biblioteca Tyragetia XXXII. Chișinău: Muzeul Național de Istorie a Moldovei, 2020. 230 p. ISBN 978-9975-87-747-3

Editor
- Odobescu, Alexandru. Opere IV. Tezaurul de la Pietroasa. București: Editura Academiei Republicii Socialiste România, 1976. 1079 p.
- Avram, Alexandru, Babeș, Mircea, eds. Civilisation grecque et cultures antiques péripheriques. Hommage à Petre Alexandrescu à son 70e anniversaire. București: Editura Enciclopedică, 2000. 364 p. ISBN 973-450338-3

Autor sau coautor articole
- Babeș, Mircea. Dacii și bastarnii. In: Memoria Antiquitatis. 1970, vol. II, pp. 215-235.
- Babeș, Mircea, Mirițoiu, Nicolae. Practici funerare birituale prelungite în spațiul carpato-dunărean în secolele V-III a.Chr. In: Arheologia Moldovei. 2011, vol. XXXIV, pp. 103-149.